# Liste der Ehrenbürger von Püttlingen
Das Ehrenbürgerrecht ist die höchste Ehrung der Stadt Püttlingen.
Seit 1967 wurde folgenden fünf Personen diese Ehrung zuteil.
Hinweis: Die Auflistung erfolgt chronologisch nach Datum der Zuerkennung.

## Die Ehrenbürger der Stadt Püttlingen

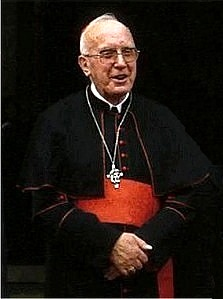
Clemens Maurer

1. Josef Clemens Maurer (* 13. März 1900 in Püttlingen; † 27. Juni 1990 in Sucre, Bolivien)
Redemptoristen-Missionar
Verleihung am 8. Juli 1967
Der aus Püttlingen stammende Maurer war ab 1927 als Missionar in Bolivien tätig. 1950 wurde er zum Bischof geweiht, 1951 zum Erzbischof und 1967 zum ersten Kardinal Boliviens kreiert. In Würdigung seines bedeutenden missionarischen Wirkens, seines sozialen Dienstes und seiner Werke des Friedens und der Völkerverständigung wurde er zum ersten Ehrenbürger der Stadt Püttlingen ernannt.
2. Johannes Hirschmann (* 16. Mai 1908 in Püttlingen; † 8. Februar 1981 in Duisburg)
Priester
Verleihung 1973
Der Jesuit war Professor für Moral- und Pastoralphilosophie an der Philosophisch-Theologischen Hochschule St. Georgen in Frankfurt am Main. Während des II. Vatikanischen Konzils war er Berater von Papst Johannes XXIII. und Papst Paul VI.
3. Karl Ludwig Rug (* 5. Oktober 1901 in Püttlingen; † 19. Juni 1985 in Püttlingen)
Pfarrer
Verleihung am 11. Dezember 1981
Rug war von 1928 an für vier Jahrzehnte Pfarrer an der Evangelischen Kirchengemeinde in Kölln. Während dieser Zeit entstand ein umfangreiches familien- und heimatgeschichtliches Werk. Er initiierte die Rettung der Burgruine Bucherbach vor dem Verfall.
4. Leo Altmeyer (* 11. Juni 1930; † 2. Mai 2010 in Püttlingen)
Schriftsetzer, Aufsichtsratsmitglied der Saarbrücker Zeitung
Verleihung am 6. Mai 1995
Altmeyer gehörte von 1956 bis 1994 dem Gemeinderat von Köllerbach bzw. dem Stadtrat von Püttlingen an. 26 Jahre (von 1968 bis 1973 in Köllerbach, von 1974 bis 1994 in Püttlingen) übte er das Amt des Ersten ehrenamtlichen Beigeordneten aus. In seinem beruflichen Wirkungskreis fungierte er 26 Jahre lang bei der Saarbrücker Zeitung als Betriebsratsvorsitzender. Aufgrund seines Einsatzes für die Fortentwicklung der Stadt sowie für sein sozial-politisches Engagement im Rahmen seines Arbeitslebens wurde ihm die Ehrenbürgerschaft verliehen.
5. Rudolf Müller (* 1945 in Zeltingen)
Bürgermeister a. D.
Verleihung am 8. Februar 2009
Müller wurde nach Neubildung der Stadt Püttlingen im Jahr 1974 im Zuge der kommunalen Neuordnung des Saarlandes zum Bürgermeister gewählt. Er blieb bis zu seinem freiwilligen Ausscheiden zum 31. Dezember 2001 im Amt. In Würdigung seiner besonderen Verdienste um die Stadt wurde er zum Ehrenbürger ernannt. Geehrt wurden damit seine herausragenden Leistungen für die positive Entwicklung der Stadt in seiner fast dreißigjährigen Amtszeit als Bürgermeister.